# El Sauce (Nicaragua)
Pour les articles homonymes, voir Sauce (homonymie).
El Sauce est une municipalité nicaraguayenne du département de León au Nicaragua.

## Monuments
La ville est surtout connue pour son pèlerinage catholique au sanctuaire Christ-des-Miracles-d'Esquipulas, où l’on vénère la statue du Christ des Miracles d’Esquipulas d’El Sauce, une réplique du Christ noir d’Esquipulas. La Conférence épiscopale du Nicaragua reconnaît l’église comme sanctuaire national depuis 1984 ou 1985, et il a aussi été déclaré Patrimoine culturel de la Nation en 1999.